# دین سنت کلر
دین سنت کلر (انگلیسی: Dayne St. Clair؛ زادهٔ ۹ مهٔ ۱۹۹۷) بازیکن فوتبال اهل کانادا است.
از باشگاه‌هایی که در آن بازی کرده‌است می‌توان به باشگاه فوتبال مینه‌سوتا یونایتد اشاره کرد.
وی همچنین در تیم ملی فوتبال کانادا بازی کرده‌است.